# Foxrock
Foxrock (irl. Carraig an tSionnaigh) – przedmieście Dublina, leżące w hrabstwie Dún Laoghaire-Rathdown, liczy 11 500 mieszkańców (2006).